# El arte de vivir
El arte de vivir és una pel·lícula dramàtica espanyola del 1965 dirigida per Julio Diamante Stihl, la tercera pel·lícula d'aquest militant clandestí del Partit Comunista d'Espanya. Segons paraules seves, aquesta i la pel·lícula anterior Tiempo de amor, van ser intents de parlar de la societat espanyola i de com l'amor hi floria molt malament. Va competir per l'Os d'Or al 15è Festival Internacional de Cinema de Berlín.

## Sinopsi
Després de llicenciar-se en ciències econòmiques, el jove Luis intenta cercar el seu lloc a la societat però és força crític amb el món i la societat que l'envolta. La seva parella Ana veu com la seva manera de ser està canviant segons els estàndards del seu company en una persona diferent. Ana intenta cridar la seva atenció amb un intent fallit de suïcidi.

## Repartiment
- María del Carmen Abreu - Julia Smeyers
- Anastasio Alemán - Psicòleg
- Antonio Buero Vallejo - Pare de l'alumne de Luis
- Julio Diamante Stihl - Amic de Luis
- Beatriz Galbó
- Juan Luis Galiardo - Juanjo
- Lola Gaos - Mare de Luis
- Luigi Giuliani - Luis
- Montserrat Julió - Germana d'Ana
- Lola Losada
- Sergio Mendizábal - Amic de Luis
- Carlos Muñiz
- Lauro Olmo
- José María Prada - Galvez
- Fernando Sánchez Polack
- Manuel Summers - Adversari
- Elena María Tejeiro - Ana
- Paco Valladares - Santiago

## Banda sonora
Durant l'aparició dels títols inicials se sent la cançó Todo va bien interpretada per Miguel Ríos.